# ジョージア文化・遺跡保護省
ジョージア文化・遺跡保護省（グルジア語: საქართვველოს კულტურისა და ძეგლთა დაცვის სამინისტრო, sakartvelos kulturisa da dzeglta datsvis saministro．英語: The Ministry of Culture and Monument Protection of Georgia.）は、ジョージアの内閣（行政府）における政府機関。ジョージアの文化や建築物をはじめとする記念物・遺跡の保全にかかわる活動を担当する。2016年現在の文化・遺跡保護大臣はグラム・オディシャリアである。

## 沿革
同省は2010年6月におこなわれたジョージア政府の組織再編の結果、同年中に設立された 。先行する「文化・遺跡保護・スポーツ省」は2つの別機関に分割された。ひとつは ジョージアスポーツ・青少年省であり、もうひとつが文化・遺跡保護省である。

## 同省の機構
同省は大臣とそれを補佐する第一副大臣によって率いられており、彼らは文化遺産戦略や組織連携および許認可権、さらに国際プログラムとジョージア文化の普及部門を担当している。そして、3人の議員は、管理部門、イベント・地域連携部門、法務部門をそれぞれ担当している。ジョージア議会は、同省の活動の制御について行使している。2010年の同省の予算は5,497万7,500ジョージア・ラリであり、これは2,199万1,000ユーロにほぼ等しい。

## 歴代大臣（2004年以降）
- ギオルギ・ガバシヴィリ（グルジア語版）, 2004年2月 – 2008年1月
- ニコロズ・ヴァチェイシヴィリ（英語版）,  2008年1月– 2008年11月
- グリゴル・ヴァシャゼ, 2008年11月– 2008年12月
- ニカ・ルルア,  2008年12月 – 2012年10月
- グラム・オディシャリア、2012年10月– 2014年7月
- ミヘイル・ギオルガゼ、2014年7月– 現職